# Ju Jin-mo
Dans ce nom coréen, le nom de famille, Ju, précède le nom personnel.
Ju Jin-mo, né le 11 août 1974 à Séoul, est un acteur sud-coréen.

## Biographie
Son nom de naissance est Park Jin-tae. Il a pris le nom de scène de Ju Jin-mo d'après le nom de son agent. Il a étudié le cinéma a l'université Chung-Ang de Séoul.

## Filmographie

### Cinéma
- 1999 : Happy End (en) : Il-beom
- 2000 : Real Fiction : Na
- 2001 : Musa, la princesse du désert : Choi Jung
- 2001 : Wanee & Junah (en) : Jun-ah
- 2004 : Locataires : inspecteur Cho
- 2006 : Puzzle : Ryu
- 2006 : 200 Pounds Beauty : Sang-jun
- 2007 : Sa-rang (ko) : In-ho
- 2008 : A Frozen Flower : King
- 2009 : Heaven's Postman : Yoon Jeon-soo
- 2009 : Woochi, le magicien des temps modernes : le sorcier chamane
- 2010 : A Better Tomorrow : Kim Hyeok
- 2012 : Gabi (en) : Ilyich
- 2013 : Friend 2 : Lee Cheol-joo
- 2019 : Long Live the King : So-pal

### Télévision
- 2000 : Look Back in Anger (en) (série télévisée) : Lee Dong-hoon
- 2005 : Fashion 70's (en) (série télévisée) : Kim Dong-young
- 2009 : Dream (en) (série télévisée) : Nam Jae-il
- 2011 : Romance Town (série télévisée) : No Sang Hoon
- 2013 : Empress Ki (série télévisée) : Wang Yoo
- 2016 : Woman with a suitcase (ko) (série télévisée) : Ham Bok Geo